# Río del Medio (Aragua)
El Río del Medio es una corriente de agua perpetua situada en el corazón del parque nacional Henri Pittier de la parroquia Las Delicias, estado Aragua. El Río del Medio nace de la unión de dos tributarios o ramales, uno de ellos por el este (el cual nace en Pico Cambural) y el otro por el oeste, más caudaloso, el cual se forma por la confluencia de tres quebradas pequeñas, que nacen en Pico Palmarito. Este ramal o tributario oriental, usualmente es denominado Río del Medio por las personas que hacen la travesía Turmero-Chuao por la montaña. Antes de llegar al pueblo Chuao en la falda norte del parque nacional, el río Medio recibe las aguas del río Duro, el cual es el que produce la turística catarata Chorrerón de Chuao. El río Medio desemboca en el río Chuao el cual vacía en el mar Caribe.